# Andreas Mikkelsen
Andreas Mikkelsen (Oslo, 22 giugno 1989) è un pilota di rally norvegese, vincitore di 3 prove del campionato del mondo rally nonché campione della serie Intercontinental Rally Challenge nel 2011 e nel 2012 e campione del mondo WRC-2 nel 2021 e nel 2023.

## Carriera
Talento precoce, esordì giovanissimo nel campionato del mondo rally, nel 2006 a 18 anni non ancora compiuti, al volante di una Ford Focus RS WRC 04, per il team M-Sport, facendo coppia con il copilota Ola Fløene, suo connazionale. Nel 2008 ottenne i primi punti mondiali (2) giungendo al quinto posto nel rally di Svezia con una Ford Focus RS WRC 06 del team Ramsport.

### 2009–2012: Intercontinental Rally Challenge

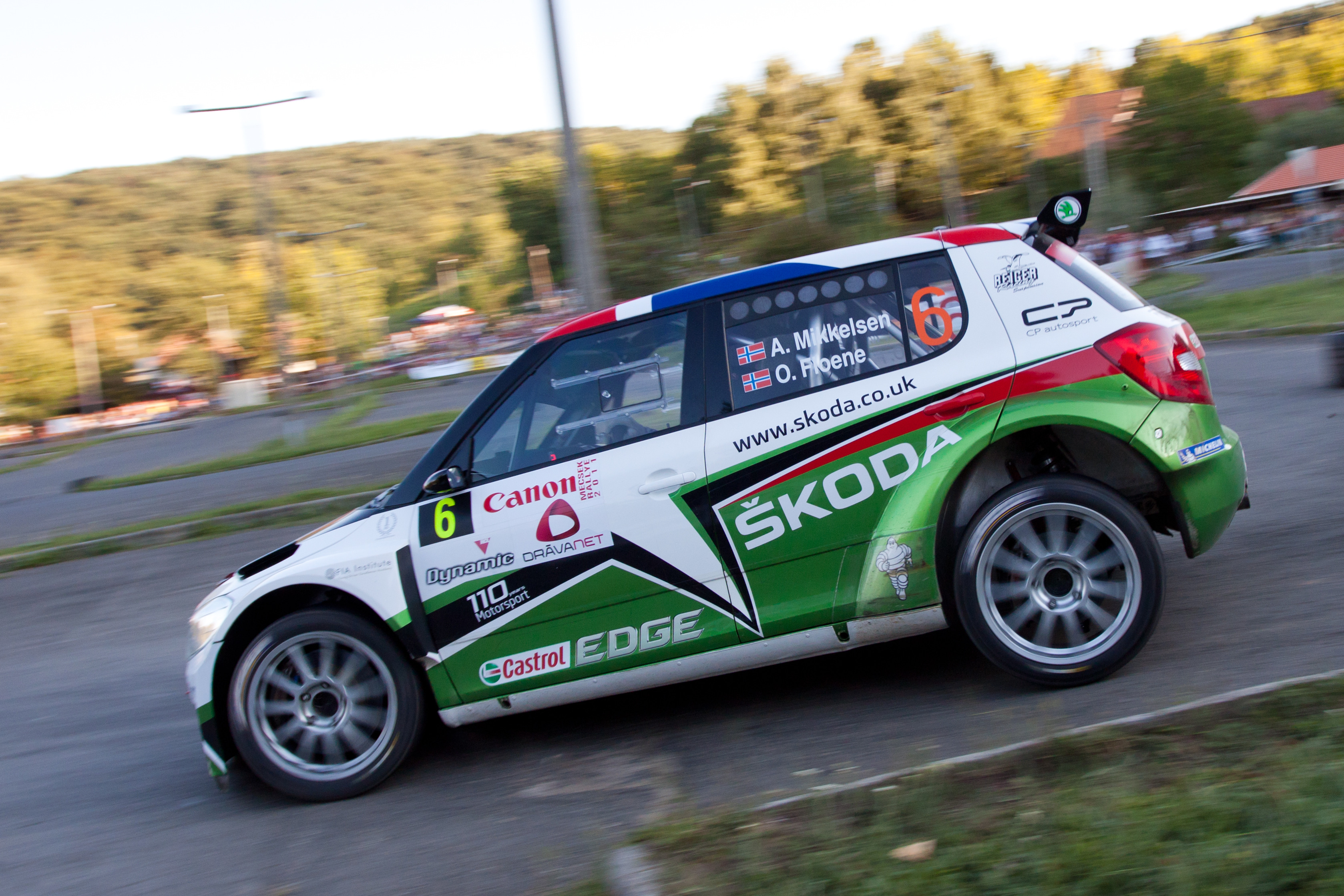
Mikkelsen nel 2011 al volante di una Škoda Fabia S2000

Dopo il debutto nell'Intercontinental Rally Challenge avvenuto nel 2009, nel 2010 corre parte di stagione con una Ford Fiesta S2000, arrivando settimo in classifica.
Nel 2011 passò al team Škoda Motorsport e, correndo per la succursale britannica della casa ceca (Škoda UK), si aggiudicò la vittoria nell'IRC 2011 alla guida di una Škoda Fabia S2000, davanti ai compagni di marca Jan Kopecký e Juho Hänninen.
Nel 2012 a bordo della stessa vettura si confermò campione IRC, di nuovo davanti a Kopecký e Hänninen.

### 2013–2016: Volkswagen Motorsport

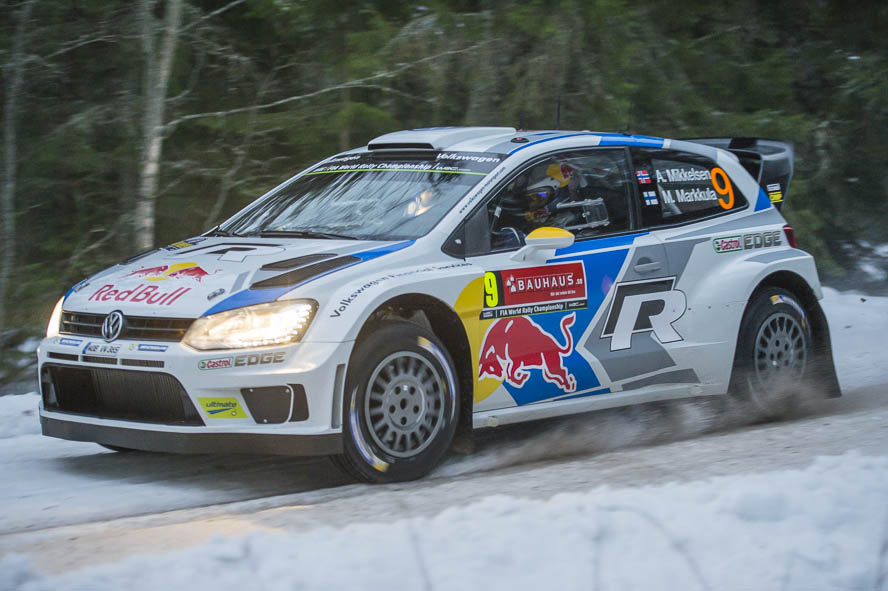
Mikkelsen nel 2015 con la Volkswagen Polo R WRC

Nel 2013 cambiò navigatore, affidandosi al finlandese Mikko Markkula, e venne ingaggiato dalla Volkswagen Motorsport come terzo pilota a fianco di Sébastien Ogier e Jari-Matti Latvala, per guidare la nuova Volkswagen Polo R WRC partecipando nel secondo team del costruttore tedesco; disputò nove gare piazzandosi a punti in sette di queste e chiudendo al decimo posto in classifica. 
Nella stagione successiva Mikkelsen colse il primo podio in carriera giungendo secondo nel Rally di Svezia, cui seguirono altri quattro piazzamenti tra i primi tre (due secondi e due terzi posti) che gli consentirono di terminare l'annata al terzo posto in classifica generale. Poco prima di metà stagione riprese a gareggiare con Ola Fløene alla lettura delle note.
Nel 2015 ottenne otto podi nei primi undici appuntamenti iridati e vinse la sua prima gara al Rally di Catalogna, penultimo appuntamento stagionale, concludendo nuovamente al terzo posto nella generale. Al termine dell'anno interruppe nuovamente il sodalizio sportivo con Fløene, il quale venne definitivamente sostituito da Anders Jæger a partire dalla stagione successiva.
Nel 2016, ultimo anno con la Volkswagen che si ritirò dalle scene al termine della stagione, ottenne altri due successi, al Rally di Polonia e in Australia, e fu ancora terzo a fine campionato. 

### 2017: Hyundai Motorsport

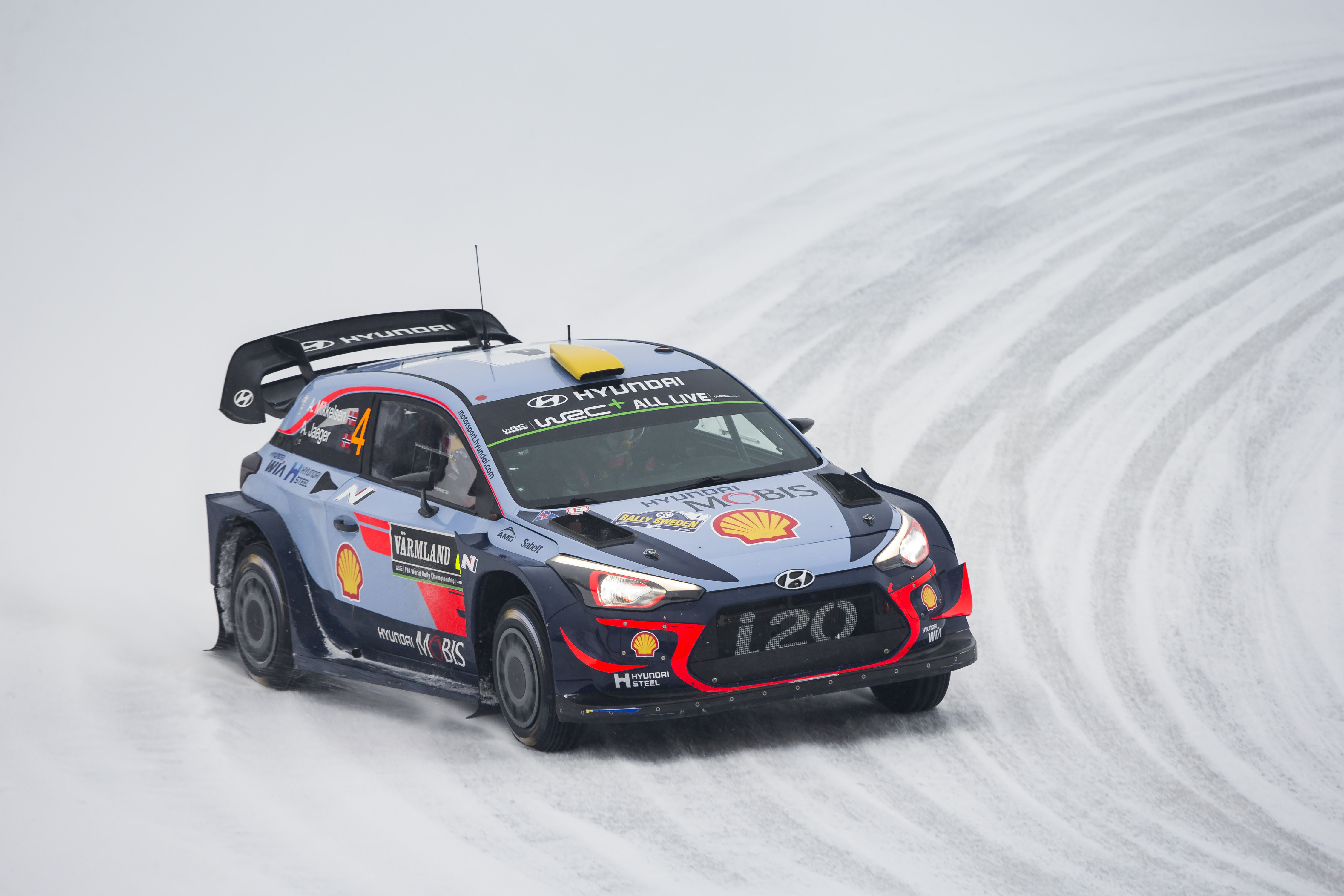
Mikkelsen al Rally di Svezia 2018 con la Hyundai i20 Coupe WRC

Il 2017 fu una stagione movimentata per Mikkelsen, con numerosi cambi di scuderia: disputò infatti le prime tre gare con una Škoda Fabia R5 per il team ufficiale Škoda, impegnato in WRC-2, per poi tornare a guidare un'auto della massima categoria per la squadra Citroën Total Abu Dhabi WRT, che gli affidò per altre tre gare la nuova C3 WRC con la quale fu secondo in Germania. A partire dal Rally di Catalogna si accasò definitivamente presso la Hyundai Motorsport, con cui terminò la stagione. 
Per il 2018 i vertici della casa sudcoreana lo promossero a pilota ufficiale, permettendogli di disputare tutte le gare del campionato con una i20 Coupe WRC, alla stessa stregua del vice campione 2017 Thierry Neuville. 
Nel 2019 saltò tre gare iridate ma riuscì comunque a concludere la stagione al quarto posto finale, alle spalle di Ott Tänak, Neuville e Sébastien Ogier, con tre podi conquistati e ulteriori cinque piazzamenti a punti, contribuendo inoltre alla conquista del primo titolo costruttori nella storia della casa sudcoreana.

## Palmarès
- Trofeo Italiano Rally Terra (2011)
- Coppa Sud-Europea (2012)
- Intercontinental Rally Challenge (2011 e 2012)
- Campionato europeo rally (2021)
- World Rally Championship-2 (2021 e 2023)

### Vittorie nel WRC
| Nº | Anno | Rally                  | Copilota     | Vettura               | Squadra                  |
| -- | ---- | ---------------------- | ------------ | --------------------- | ------------------------ |
| 1  | 2015 | 51º Rally di Catalogna | Ola Fløene   | Volkswagen Polo R WRC | Volkswagen Motorsport II |
| 2  | 2016 | 73º Rally di Polonia   | Anders Jæger | Volkswagen Polo R WRC | Volkswagen Motorsport II |
| 3  | 2016 | 25º Rally d'Australia  | Anders Jæger | Volkswagen Polo R WRC | Volkswagen Motorsport II |

### Vittorie nel S-WRC/WRC-2
| Nº | Anno | Rally                      | Copilota          | Vettura                | Squadra                  |
| -- | ---- | -------------------------- | ----------------- | ---------------------- | ------------------------ |
| 1  | 2010 | 66° Rally di Gran Bretagna | Ola Fløene        | Škoda Fabia S2000      | Czech Ford National Team |
| 2  | 2017 | 85º Rally di Monte Carlo   | Anders Jæger      | Škoda Fabia R5         | Škoda Motorsport         |
| 3  | 2017 | 60º Rally di Francia       | Anders Jæger      | Škoda Fabia R5         | Škoda Motorsport         |
| 4  | 2021 | 89º Rally di Monte Carlo   | Ola Fløene        | Škoda Fabia Rally2 evo | Toksport WRT             |
| 5  | 2021 | 11º Rally d'Estonia        | Ola Fløene        | Škoda Fabia Rally2 evo | Toksport WRT             |
| 6  | 2021 | 65º Rally dell'Acropoli    | Elliott Edmondson | Škoda Fabia Rally2 evo | Toksport WRT             |
| 7  | 2022 | 90º Rally di Monte Carlo   | Torstein Eriksen  | Škoda Fabia Rally2 evo | Toksport WRT             |
| 8  | 2022 | 69º Rally di Svezia        | Torstein Eriksen  | Škoda Fabia Rally2 evo | Toksport WRT             |
| 9  | 2022 | 12º Rally d'Estonia        | Torstein Eriksen  | Škoda Fabia Rally2 evo | Toksport WRT             |
| 10 | 2022 | 57º Rally di Ypres         | Torstein Eriksen  | Škoda Fabia Rally2 evo | Toksport WRT             |
| 11 | 2023 | 20º Rally di Sardegna      | Torstein Eriksen  | Škoda Fabia RS Rally2  | Toksport WRT 3           |
| 12 | 2023 | 13º Rally d'Estonia        | Torstein Eriksen  | Škoda Fabia RS Rally2  | Toksport WRT 3           |
| 13 | 2023 | 67º Rally dell'Acropoli    | Torstein Eriksen  | Škoda Fabia RS Rally2  | Toksport WRT 3           |
| 14 | 2023 | 8º Rally del Giappone      | Torstein Eriksen  | Škoda Fabia RS Rally2  | Toksport WRT 3           |

### Vittorie nel WRC-3
| Nº | Anno | Rally              | Copilota     | Vettura                |
| -- | ---- | ------------------ | ------------ | ---------------------- |
| 1  | 2020 | 18º Rally di Monza | Anders Jæger | Škoda Fabia Rally2 evo |

### Vittorie in altri Rally
| Nº | Anno | Competizione                  | Rally                               | Copilota           | Vettura                     |
| -- | ---- | ----------------------------- | ----------------------------------- | ------------------ | --------------------------- |
| 1  | 2006 | BTRDA Gold Star               | Quinton Stages Rally                | Ola Fløene         | Ford Focus WRC '02          |
| 2  | 2006 | -                             | Coracle Stages                      | Ola Fløene         | Ford Focus WRC '02          |
| 3  | 2006 | BTRDA Gold Star               | Plains Forest Rally                 | Ola Fløene         | Ford Focus RS WRC '05       |
| 4  | 2006 | Campionato estone             | Alexela Saaremaa Rally              | Ola Fløene         | Ford Focus RS WRC '05       |
| 5  | 2006 | Regno Unito nazionale         | Bulldog National Rally              | Ola Fløene         | Ford Focus RS WRC '05       |
| 6  | 2006 | BTRDA Gold Star               | GON Granite & Marble Cambrian Rally | Ola Fløene         | Ford Focus RS WRC '05       |
| 7  | 2007 | Campionato irlandese          | Skibbereen Fastnet Stages Rally     | Ola Fløene         | Ford Focus RS WRC '05       |
| 8  | 2008 | Campionato norvegese          | KNA Rally Finnskog                  | Ola Fløene         | Ford Focus RS WRC '06       |
| 9  | 2008 | Campionato norvegese          | Numedalsrally                       | Ola Fløene         | Ford Focus RS WRC '06       |
| 10 | 2008 | Campionato norvegese          | Aurskog Høland Rally                | Ola Fløene         | Ford Focus RS WRC '06       |
| 11 | 2008 | -                             | Bjerkeracet                         | Senza navigatore   | Ford Focus RS WRC '06       |
| 12 | 2008 | Campionato norvegese          | Rally Larvik                        | Ola Fløene         | Ford Focus RS WRC '07       |
| 13 | 2009 | Campionato norvegese          | Rally Sørland                       | Ola Fløene         | Subaru Impreza STi N14      |
| 14 | 2009 | -                             | South Swedish Rally NEZ             | Ola Fløene         | Subaru Impreza STi N14      |
| 15 | 2009 | Campionato spagnolo           | Rally Costa Brava                   | Ola Fløene         | Škoda Fabia S2000           |
| 16 | 2010 | -                             | Golden Stage Rally                  | Ola Fløene         | Ford Fiesta S2000           |
| 17 | 2010 | -                             | Motor Show - Trofeo S2000           | Ola Fløene         | Škoda Fabia S2000           |
| 18 | 2011 | Coppa di Francia              | Ronde Nationale de la Giraglia      | Ola Fløene         | Škoda Fabia S2000           |
| 19 | 2011 | Coppa Sudeuropea              | Rally di San Marino                 | Ola Fløene         | Škoda Fabia S2000           |
| 20 | 2011 | Trofeo Italiano Terra         | Azzano Rally - Terre del Nordest    | Ola Fløene         | Škoda Fabia S2000           |
| 21 | 2011 | International Rally Challenge | The RACMSA Rally of Scotland        | Ola Fløene         | Škoda Fabia S2000           |
| 22 | 2011 | International Rally Challenge | Rally di Cipro                      | Ola Fløene         | Škoda Fabia S2000           |
| 23 | 2012 | Campionato norvegese          | Mountain Rally Norway               | Ola Fløene         | Škoda Fabia S2000           |
| 24 | 2012 | International Rally Challenge | SATA Rallye Açores                  | Ola Fløene         | Škoda Fabia S2000           |
| 25 | 2012 | International Rally Challenge | Sibiu Rally Romania                 | Ola Fløene         | Škoda Fabia S2000           |
| 26 | 2016 | -                             | KNA Kongsvinger Rallysprint         | Hans Martin Bakken | Škoda Fabia S2000           |
| 27 | 2017 | -                             | Rally di Monza - Vetture WRC        | Thierry Neuville   | Hyundai i20 WRC NG          |
| 28 | 2020 | Campionato europeo rally      | Rally Hungary                       | Ola Fløene         | Škoda Fabia Rally2 evo      |
| 29 | 2021 | Campionato europeo rally      | Azores Rallye                       | Elliott Edmondson  | Škoda Fabia Rally2 evo      |
| 30 | 2021 | Campionato europeo rally      | Rally Serras de Fafe                | Elliott Edmondson  | Škoda Fabia Rally2 evo      |
| 31 | 2022 | Schotter Cup                  | Int. ADMV Lausitz Rallye            | Torstein Eriksen   | Škoda Fabia RS Rally2       |
| 32 | 2024 | -                             | #RAplus                             | Torstein Eriksen   | Hyundai i20 N Rally1 Hybrid |

## Risultati nel mondiale rally

### WRC
| 2006 | Scuderia           | Vettura              |  |  |  |  |  |  |  |  |  |  |  |  |  |  |  |     | Punti | Pos. |
| ---- | ------------------ | -------------------- |  |  |  |  |  |  |  |  |  |  |  |  |  |  |  | --- | ----- | ---- |
| 2006 | Stobart VK Ford RT | Ford Focus RS WRC 04 |  |  |  |  |  |  |  |  |  |  |  |  |  |  |  | Rit | 0     |      |

| 2007 | Scuderia                    | Vettura              |  |  |    |  |    |  |  |  |    |    |  |    |     |  |   |     | Punti | Pos. |
| ---- | --------------------------- | -------------------- |  |  | -- |  | -- |  |  |  | -- | -- |  | -- | --- |  | - | --- | ----- | ---- |
| 2007 | Stobart VK Ford RT Ramsport | Ford Focus RS WRC 04 |  |  | 10 |  | 10 |  |  |  | 12 | 24 |  | 25 | Rit |  | 9 | Rit | 0     |      |

| 2008 | Scuderia | Vettura                                     |  |   |  |  |  |     |  |    |    |    |  |   |    |  |  |  | Punti | Pos. |
| ---- | -------- | ------------------------------------------- |  | - |  |  |  | --- |  | -- | -- | -- |  | - | -- |  |  |  | ----- | ---- |
| 2008 | Ramsport | Ford Focus RS WRC 06 e Ford Focus RS WRC 07 |  | 5 |  |  |  | Rit |  | 19 | 12 | 11 |  | 8 | 11 |  |  |  | 5     | 16º  |

| 2009 | Scuderia | Vettura                                  |  |     |  |  |  |  |  |     |  |  |  |  |  |  |  |  | Punti | Pos. |
| ---- | -------- | ---------------------------------------- |  | --- |  |  |  |  |  | --- |  |  |  |  |  |  |  |  | ----- | ---- |
| 2009 |          | Subaru Impreza WRX STi e Škoda Fabia WRC |  | Rit |  |  |  |  |  | Rit |  |  |  |  |  |  |  |  | 0     |      |

| 2010 | Scuderia                 | Vettura                               |    |  |  |  |  |  |  |  |  |  |    |  |    |  |  |  | Punti | Pos. |
| ---- | ------------------------ | ------------------------------------- | -- |  |  |  |  |  |  |  |  |  | -- |  | -- |  |  |  | ----- | ---- |
| 2010 | Czech Ford National Team | Ford Fiesta S2000 e Škoda Fabia S2000 | 11 |  |  |  |  |  |  |  |  |  | 18 |  | 10 |  |  |  | 1     | 26º  |

| 2011 | Scuderia              | Vettura           |  |  |  |  |  |  |  |     |  |  |  |  |  |  |  |  | Punti | Pos. |
| ---- | --------------------- | ----------------- |  |  |  |  |  |  |  | --- |  |  |  |  |  |  |  |  | ----- | ---- |
| 2011 | Volkswagen Motorsport | Škoda Fabia S2000 |  |  |  |  |  |  |  | Rit |  |  |  |  |  |  |  |  | 0     |      |

| 2012 | Scuderia              | Vettura           |  |    |  |  |     |     |  |    |    |  |    |   |    |  |  |  | Punti | Pos. |
| ---- | --------------------- | ----------------- |  | -- |  |  | --- | --- |  | -- | -- |  | -- | - | -- |  |  |  | ----- | ---- |
| 2012 | Volkswagen Motorsport | Škoda Fabia S2000 |  | 13 |  |  | Rit | Rit |  | 27 | 73 |  | 12 | 7 | 21 |  |  |  | 13    | 14º  |

| 2013 | Scuderia                 | Vettura               |  |  |  |   |   |    |     |    |    |   |   |     |   |  |  |  | Punti | Pos. |
| ---- | ------------------------ | --------------------- |  |  |  | - | - | -- | --- | -- | -- | - | - | --- | - |  |  |  | ----- | ---- |
| 2013 | Volkswagen Motorsport II | Volkswagen Polo R WRC |  |  |  | 6 | 8 | 43 | Rit | 10 | WD | 6 | 7 | Rit | 5 |  |  |  | 50    | 10º  |

| 2014 | Scuderia                 | Vettura               |   |   |    |   |   |    |   |   |   |   |   |    |     |  |  |  | Punti | Pos. |
| ---- | ------------------------ | --------------------- | - | - | -- | - | - | -- | - | - | - | - | - | -- | --- |  |  |  | ----- | ---- |
| 2014 | Volkswagen Motorsport II | Volkswagen Polo R WRC | 7 | 2 | 19 | 4 | 4 | 41 | 2 | 4 | 3 | 3 | 2 | 73 | Rit |  |  |  | 150   | 3º   |

| 2015 | Scuderia                 | Vettura               |   |   |    |     |   |     |    |     |   |    |   |   |    |  |  |  | Punti | Pos. |
| ---- | ------------------------ | --------------------- | - | - | -- | --- | - | --- | -- | --- | - | -- | - | - | -- |  |  |  | ----- | ---- |
| 2015 | Volkswagen Motorsport II | Volkswagen Polo R WRC | 3 | 3 | 32 | Rit | 3 | 363 | 23 | Rit | 3 | 43 | 3 | 1 | 32 |  |  |  | 171   | 3º   |

| 2016 | Scuderia                 | Vettura               |    |    |     |   |    |    |   |   |   |   |    |     |     |   |  |  | Punti | Pos. |
| ---- | ------------------------ | --------------------- | -- | -- | --- | - | -- | -- | - | - | - | - | -- | --- | --- | - |  |  | ----- | ---- |
| 2016 | Volkswagen Motorsport II | Volkswagen Polo R WRC | 23 | 42 | Rit | 3 | 23 | 13 | 1 | 7 | 4 | C | 32 | Rit | 122 | 1 |  |  | 154   | 3º   |

| 2017 | Scuderia                                                           | Vettura                                                |   |  |  |   |  |     |   |    |  |   |    |    |     |  |  |  | Punti | Pos. |
| ---- | ------------------------------------------------------------------ | ------------------------------------------------------ | - |  |  | - |  | --- | - | -- |  | - | -- | -- | --- |  |  |  | ----- | ---- |
| 2017 | Škoda Motorsport, Citroën Total Abu Dhabi WRT e Hyundai Motorsport | Škoda Fabia R5, Citroën C3 WRC e Hyundai i20 Coupe WRC | 7 |  |  | 7 |  | Rit | 8 | 93 |  | 2 | 18 | 45 | 134 |  |  |  | 54    | 12º  |

| 2018 | Scuderia                | Vettura               |     |   |   |   |    |    |     |    |   |   |   |    |    |  |  |  | Punti | Pos. |
| ---- | ----------------------- | --------------------- | --- | - | - | - | -- | -- | --- | -- | - | - | - | -- | -- |  |  |  | ----- | ---- |
| 2018 | Hyundai Shell Mobis WRT | Hyundai i20 Coupe WRC | 133 | 3 | 4 | 6 | 53 | 16 | 184 | 10 | 6 | 5 | 6 | 10 | 11 |  |  |  | 84    | 6º   |

| 2019 | Scuderia                | Vettura               |     |   |     |  |   |   |  |    |    |   |   |   |  |  |  |  | Punti | Pos. |
| ---- | ----------------------- | --------------------- | --- | - | --- |  | - | - |  | -- | -- | - | - | - |  |  |  |  | ----- | ---- |
| 2019 | Hyundai Shell Mobis WRT | Hyundai i20 Coupe WRC | Rit | 4 | Rit |  | 2 | 7 |  | 31 | 43 | 6 | 3 | 6 |  |  |  |  | 102   | 4º   |

| 2020 | Scuderia | Vettura                |  |  |  |  |  |  |   |  |  |  |  |  |  |  |  |  | Punti | Pos. |
| ---- | -------- | ---------------------- |  |  |  |  |  |  | - |  |  |  |  |  |  |  |  |  | ----- | ---- |
| 2020 |          | Škoda Fabia Rally2 evo |  |  |  |  |  |  | 6 |  |  |  |  |  |  |  |  |  | 8     | 17º  |

| 2021 | Scuderia     | Vettura                |   |    |    |  |     |  |   |  |   |  |  |    |  |  |  |  | Punti | Pos. |
| ---- | ------------ | ---------------------- | - | -- | -- |  | --- |  | - |  | - |  |  | -- |  |  |  |  | ----- | ---- |
| 2021 | Toksport WRT | Škoda Fabia Rally2 evo | 7 | 11 | 39 |  | Rit |  | 9 |  | 9 |  |  | 16 |  |  |  |  | 10    | 17º  |

| 2022 | Scuderia     | Vettura                |   |   |  |     |     |  |    |  |   |    |  |  |  |  |  |  | Punti | Pos. |
| ---- | ------------ | ---------------------- | - | - |  | --- | --- |  | -- |  | - | -- |  |  |  |  |  |  | ----- | ---- |
| 2022 | Toksport WRT | Škoda Fabia Rally2 evo | 7 | 7 |  | Rit | Rit |  | 83 |  | 7 | 13 |  |  |  |  |  |  | 25    | 14º  |

| 2023 | Scuderia       | Vettura               |  |  |  |  |   |   |  |   |    |   |  |    |   |  |  |  | Punti | Pos. |
| ---- | -------------- | --------------------- |  |  |  |  | - | - |  | - | -- | - |  | -- | - |  |  |  | ----- | ---- |
| 2023 | Toksport WRT 3 | Škoda Fabia RS Rally2 |  |  |  |  | 8 | 5 |  | 9 | 10 | 7 |  | 23 | 7 |  |  |  | 29    | 12º  |

| 2024 | Scuderia                | Vettura                     |   |  |  |   |  |  |   |  |  |  |  |     |     |  |  |  | Punti | Pos. |
| ---- | ----------------------- | --------------------------- | - |  |  | - |  |  | - |  |  |  |  | --- | --- |  |  |  | ----- | ---- |
| 2024 | Hyundai Shell Mobis WRT | Hyundai i20 N Rally1 Hybrid | 6 |  |  | 6 |  |  | 6 |  |  |  |  | 312 | 315 |  |  |  | 40    | 11º  |

| Legenda | 1º posto | 2º posto | 3º posto | A punti | Senza punti | Ritirato | Squalificato | NP=Non partito C=Gara cancellata | Apice=Power stage |

### S-WRC/WRC-2
| 2010 | Scuderia                 | Vettura           |  |  |  |  |  |  |  |  |  |  |  |  |   |  |  |  | Punti | Pos. |
| ---- | ------------------------ | ----------------- |  |  |  |  |  |  |  |  |  |  |  |  | - |  |  |  | ----- | ---- |
| 2010 | Czech Ford National Team | Škoda Fabia S2000 |  |  |  |  |  |  |  |  |  |  |  |  | 1 |  |  |  | 25    | 11º  |

| 2017 | Scuderia         | Vettura        |   |  |  |   |  |     |  |  |  |  |  |  |  |  |  |  | Punti | Pos. |
| ---- | ---------------- | -------------- | - |  |  | - |  | --- |  |  |  |  |  |  |  |  |  |  | ----- | ---- |
| 2017 | Škoda Motorsport | Škoda Fabia R5 | 1 |  |  | 1 |  | Rit |  |  |  |  |  |  |  |  |  |  | 50    | 9º   |

| 2021 | Scuderia     | Vettura                |   |    |    |  |     |  |   |  |    |  |  |   |  |  |  |  | Punti | Pos. |
| ---- | ------------ | ---------------------- | - | -- | -- |  | --- |  | - |  | -- |  |  | - |  |  |  |  | ----- | ---- |
| 2021 | Toksport WRT | Škoda Fabia Rally2 evo | 1 | 21 | 51 |  | Rit |  | 1 |  | 13 |  |  | 1 |  |  |  |  | 149   | 1º   |

| 2022 | Scuderia     | Vettura                |    |   |  |     |     |  |   |  |   |    |  |  |  |  |  |  | Punti | Pos. |
| ---- | ------------ | ---------------------- | -- | - |  | --- | --- |  | - |  | - | -- |  |  |  |  |  |  | ----- | ---- |
| 2022 | Toksport WRT | Škoda Fabia Rally2 Evo | 13 | 1 |  | Rit | Rit |  | 1 |  | 1 | 71 |  |  |  |  |  |  | 109   | 2º   |

| 2023 | Scuderia       | Vettura               |  |  |  |  |    |   |  |    |    |    |  |     |    |  |  |  | Punti | Pos. |
| ---- | -------------- | --------------------- |  |  |  |  | -- | - |  | -- | -- | -- |  | --- | -- |  |  |  | ----- | ---- |
| 2023 | Toksport WRT 3 | Škoda Fabia RS Rally2 |  |  |  |  | 32 | 1 |  | 12 | 43 | 13 |  | 131 | 13 |  |  |  | 134   | 1º   |

| Legenda | 1º posto | 2º posto | 3º posto | A punti | Senza punti | Ritirato | Squalificato | NP=Non partito C=Gara cancellata | Apice=Power stage |

### PWRC/WRC3
| 2009 | Scuderia | Vettura            |  |     |  |  |  |  |  |  |  |  |  |  |  |  |  |  | Punti | Pos. |
| ---- | -------- | ------------------ |  | --- |  |  |  |  |  |  |  |  |  |  |  |  |  |  | ----- | ---- |
| 2009 |          | Subaru Impreza STi |  | Rit |  |  |  |  |  |  |  |  |  |  |  |  |  |  | 0     |      |

| 2020 | Scuderia | Vettura                |  |  |  |  |  |  |   |  |  |  |  |  |  |  |  |  | Punti | Pos. |
| ---- | -------- | ---------------------- |  |  |  |  |  |  | - |  |  |  |  |  |  |  |  |  | ----- | ---- |
| 2020 |          | Škoda Fabia Rally2 evo |  |  |  |  |  |  | 1 |  |  |  |  |  |  |  |  |  | 25    | 7º   |

| Legenda | 1º posto | 2º posto | 3º posto | A punti | Senza punti | Ritirato | Squalificato | NP=Non partito C=Gara cancellata | Apice=Power stage |